# Pedicia grandior
Pedicia (Pedicia) grandior là một loài ruồi trong họ Pediciidae. Chúng phân bố ở vùng sinh thái Palearctic.